# Kulturkampf

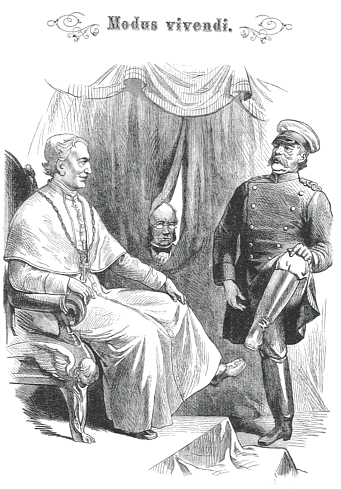
Korabeli német karikatúra: a pápa és a német kancellár egyaránt lábcsókot igényelnek egymástól

A Kulturkampf („kultúrharc”) elsősorban az 1870-es években Poroszországban az állam és egyház, később Otto von Bismarck kancellár és IX. Piusz pápa között kibontakozott politikai harc elnevezése. Szélesebb értelemben az állam és egyház szétválasztása körüli, a 19. és a 20. század fordulóján sok országban kialakult politikai küzdelmet értik alatta, de szó szerinti jelentésében napjaink kultúrkonfliktusaira is széleskörűen használják. 
A politikai küzdelem leginkább a polgári házasság intézményének bevezetése körül zajlott. Az egyházak, túlnyomórészt a katolikus egyház, erősen ellenezték ezt, mert befolyásuk csökkenésétől tartottak. A vallásilag megosztott Németországban ez a harc a jól szervezett katolikus kisebbség aránytalanul nagy állami befolyásának visszaszorításáról is szólt. Bismarck kemény eszközökkel lépett fel a katolikus egyház ellen, ami idővel még a protestánsok és a liberálisok kritikáját is kiváltotta. A katolikus egyház ellen diszkriminatív törvényeket hoztak, betiltották a jezsuiták, ferencesek, domonkosok rendjét.
Bismarck politikája végül is várakozásaival ellentétes eredményt hozott, mivel megerősítette a katolikusok elszántságát, akik komoly politikai erővé válva megalakították a Centrum Pártot. A Kulturkampf 1880 körül ért véget, amikor az új pápa hajlandó volt tárgyalni Bismarckkal, az antikatolikus liberálisok pedig kiléptek koalíciójából. Bismarck engedett, és így elnyerte a katolikus Centrum Párt támogatását a feltörekvő szocialisták ellen.